# 2021年额济纳旗2019冠状病毒病聚集性疫情
2021年额济纳旗2019冠状病毒病聚集性疫情，又称为旅行团疫情或旅行团群组，是指自2021年10月起在中华人民共和国内蒙古自治区阿拉善盟额济纳旗爆发，病例集中在西北地区的2019冠状病毒病聚集性疫情。2021年10月16日17时，西安市发现2名外省游客核酸检测初筛阳性，后经省、市疾控中心复核阳性，均曾有甘肃、内蒙古旅居史。之后传染链扩大至中国大陆多地，其中额济纳旗是本轮疫情的中心，截至11月12日累计确诊164例。截至11月16日，此轮疫情共有635人确诊，已波及16个省份31个城市。

## 背景
额济纳旗位于内蒙古自治区阿拉善盟，当地以胡杨林而闻名，每年10月是当地的旅游旺季，吸引各地的游客到访。从2021年9月24日至10月12日，当地共开行19趟旅游专列，接待来自重庆、广州、成都、渭南、呼和浩特等地的8000多名游客。然而，在发生本土疫情后，当地的旅游活动被停止，近万名游客滞留当地，主要出行方式为旅游专列、旅游包车和自驾游。

## 各地确诊情况及反应

### 陕西省
2021年10月16日17时，西安市发现2名外省游客核酸检测初筛阳性，后经省、市疾控中心复核阳性，均曾有甘肃、内蒙古旅居史。其后对与病例同行的5人进行核酸采样检测，同行的5人核酸检测结果均为阳性。此次疫情发生后，西安市政府主要领导现场指挥人员排查、密接流调、核酸检测等工作，对下一步防控措施进行部署。市级有关部门和相关区县已全面开展摸排、管控、核酸检测、环境消杀等工作。西安大雁塔景区、大唐不夜城步行街、曲江池遗址公园、西安世博园、浐灞国家湿地公园等多个景区已暂停开放。雁塔区于19日启动辖区全民核酸检测工作。在此轮疫情中，西安对外地游客严格的管控措施使得疫情的传播受到控制。早在8月9日，陕西省以外来返西安人员需提供48小时内核酸检测阴性证明，主要景区也会查验外省游客的核酸检测阴性证明。
10月23日，陕西省疾控中心通报称，10月18日凌晨1时完成病毒基因测序，鉴定毒株型别为德尔塔。经初步比对分析，认定该变异株与同期内蒙古二连浩特疫情、新疆霍尔果斯疫情的毒株无关联性，为一轮新的疫情。25日召开的新闻发布会上，西安市疾病控制中心通报，14例确诊病例均直接或间接与省外旅游相关。
进入11月，随着疫情的受控，西安一些景区陆续恢复开放。

### 内蒙古自治区

#### 额济纳旗
10月18日7时至10月19日10时，内蒙古自治区新增本土确诊病例7例，其中阿拉善盟额济纳旗5例。位于额济纳旗的桐楠阁家常菜馆曾有多名阳性感染者到访用餐，疫情发生后该餐厅暂停营业。截至11月12日，额济纳旗累计确诊164例。
额济纳旗出现本土病例后，阿拉善盟发布公告，全盟各级党政机关、企事业单位人员带头，非必要不离盟；暂停举办线下各类培训会议、展览展销、文艺演出、体育竞赛等群体性活动，已经筹备召开的一律延期或取消。额济纳旗启动IV级应急响应机制。关闭出入额济纳旗通道和策克口岸，实行临时管控，启动全员核酸检测，暂停呼和浩特至额济纳的K7911/K7912次列车；暂停所有景区、公共活动场所以及营运车辆运营；学校停课；对流调涉及的重点区域实行临时封闭管理。达来呼布镇调整为中风险地区，21日起调整为高风险。而酒泉卫星发射中心的快舟一号甲遥五任务在内的一系列任务相关工作暂停，快舟一号甲火箭试验队全体队员紧急进入半封闭管理状态。从10月25日起，额济纳旗对居民和游客实行足不出户（店）的居家抗疫措施。11月11日，额济纳旗达来呼布镇自当日起调整为低风险地区。
部分官员因此次疫情防控不力受到处分。10月23日，中共额济纳旗委员会发布通报称，因疫情防控履职不力，多名官员被问责；至26日额济纳旗旗委书记陈占云被免职，阿拉善盟盟委书记代钦兼任额济纳旗旗委书记；29日阿拉善盟文化旅游广电局党组书记、局长兼盟文物局局长孙建军被免职。11月1日，额济纳旗通报6起疫情防控工作违纪违规问题，涉事官员均予以全旗通报批评。

##### 滞留游客处置
在额济纳旗城区实施封闭管理后，有数十个来自中国大陆各地的旅行团仍滞留在额济纳旗，还有一些自驾的散客。为解决游客难题，当地政府统筹酒店、旅行社、餐饮企业等方面力量，开展滞留游客安置和服务管理工作。酒店为滞留游客免费提供盒饭、火腿肠、方便面、面包和水等食物，此外入住的酒店房价也因疫情滞留下调。而在滞留游客中，60岁以上的有4476人。因滞留时间较长，长者游客需要的药品出现短缺，额济纳旗派专人收集游客的用药需求，由专人购买再送到酒店。当地还联系酒泉、巴彦淖尔、呼和浩特等周边地区寻求货源，或者引导游客邮寄到阿拉善盟境内疫情风险较低的地方，再统一通过货运渠道发往额济纳旗。21日，额济纳旗旅游协会向此次因疫情滞留的游客发出一封公开信，表示将为滞留游客赠送胡杨林旅游区、黑城弱水胡杨风景区、居延海景区3个核心景区门票1张，自2021年起可在三年内免费游览。
自10月28日起，额济纳旗对滞留自驾游客分期分批有序转移安置到低风险地区设立的集中安置点。据内蒙古自治区31日召开的新冠肺炎疫情防控新闻发布会上的消息，截至10月30日24时，额济纳旗通过铁路、公路等方式累计转运游客9114人。铁路转运方面，通过滞留在额济纳旗的4列旅游专列，从10月27日开始，先后向河南郑州、云南昆明、河南南阳、安徽芜湖方向转运游客2375人；另外经自治区协调2列临时专列，分两批向鄂尔多斯市转运游客1745人。公路方面，10月29日上午，当地安排173辆大中小旅游包车集中护送转运游客2635人，前往包头市集中隔离点统一健康监测。另外通过自驾车编组方式，分批次向盟内低风险地区转运游客2359人。当地成立了滞留游客工作专班，制定了游客转运方案和保障方案，建立滞留游客返程信息平台。所有转运人员到达目的地后进行14天集中监测，期间核酸检测均为阴性可返乡。截至11月17日，所有滞留游客全部顺利返乡。

#### 呼和浩特市
10月22日，呼和浩特市报告2例本土确诊病例，1例疑似病例，均有额济纳旗、甘肃旅居史。本土疫情发生后，呼和浩特市部分地区列为中风险地区，实行封闭管理。当地教育部门决定25日呼和浩特市区（含经济技术开发区）中小学、幼儿园，土左旗金山开发区、台阁牧镇中小学、幼儿园停课1天，全体教职员工和学生进行核酸检测，26日恢复上课，但对居家隔离、小区封控或管控，核酸检测疑似阳性，身体不适的无需到校，核酸检测尚未完成的待检测完成后返校上课。当地对交通出行作出严格限制，自26日起从外埠进入呼和浩特的人员一律需查验“青城警码”，并提供48小时内核酸检测阴性证明方可进入。23日起，呼和浩特市宣布取消大型会议、赛事、展销（促销）、年会、论坛、宴会等各类聚集性活动；家庭私人聚餐等应控制在10人以下；暂时关闭全市所有电影院、KTV、健身房、游泳馆、网吧、洗浴等文体娱乐场所。
10月31日，呼和浩特市卫健委副主任王兴建介绍，呼和浩特第二轮重点区域大规模核酸检测均为阴性。随着疫情的受控，呼和浩特市全域自11月6日起均为低风险地区，中风险地区清零，之后于12日调整人员进出呼和浩特市区的防疫政策。从公路进入呼和浩特市区人员，均需提供48小时内核酸检测报告；从机场、车站进入呼和浩特市区人员，自治区内除阿拉善盟、呼伦贝尔市以及锡林浩特市进入呼和浩特市区人员需要继续查验48小时内核酸检测报告外，其他盟市人员不需要查验核酸检测报告；自治区外其他省份进入呼和浩特市区人员仍需提供48小时内核酸检测报告。离开呼和浩特市区人员，除去往北京及其他当地有管控要求的省市外，不需要提供48小时内核酸检测报告。

### 甘肃省

#### 病例情况
10月18日，甘肃省第二人民医院报告该院一10:1病毒混检管结果出现阳性，立即将10名被检者转入兰州市肺科医院进行隔离管控、进行单采单管核酸检测，经甘肃省、兰州市疾控中心复核，张某核酸检测阳性。而与张某同行的4人及张某的密切接触者1人核酸检测结果均为阳性，其中5人有内蒙古额济纳旗旅居史，之后通报新增4例确诊病例、2例无症状感染者。截至11月19日24时，此轮疫情甘肃省共报告确诊病例144例、无症状感染者2例。
据10月23日举行的甘肃省新冠肺炎疫情防控工作日调度会议上通报，此轮疫情主要有3条旅行相关传播链，一是兰州旅行团传播链，累及兰州市、张掖市区、嘉峪关市的感染者；二是D2746次列车传播链，累及兰州市、张掖市的感染者；三是云南旅行团传播链。10月29日，三名天水市卫生学校学生经天水市人民医院诊断后确诊，此前均前往天水市下属村镇参加过核酸采样志愿服务，而后传染链扩大。

#### 反应
疫情发生后，兰州市城关区云祥小区、兰州市城关区雁北路天庆丽舍小区调整为中风险区。同时，为阻止疫情扩散，甘肃省文化和旅游厅要求立即关停兰州、酒泉、嘉峪关、张掖四市的文旅经营场所和经营活动，取消各类演出、展览和群众性文化活动，省内旅行社立即停止跨省旅游业务，至23日扩大至全省，省内所有旅游景区、文化娱乐场所、旅游演艺场所、影剧院、互联网上网服务场所、公共文化服务场所全部关停。
当地亦对人员进出采取严格限制的措施，同时关停部分场所，学校停课。其中兰州市要求确需离兰的需凭健康码绿码和48小时核酸检测阴性证明通行；相对密闭场所暂停营业，取消各类演出、展览和群众性文化活动；宗教场所暂时实行“双暂停”；地铁、公交等公共交通工具实行限流运行。10月21日，兰州市中小学校（幼儿园）、校外培训机构线下教学培训活动停课。同日甘肃省调整防控措施，从甘肃省内火车站、汽车站、机场出发的离省人员须出示24小时内核酸检测阴性证明，甘肃省高速公路部分收费站也实施管制，防疫物资车辆和生活物资车辆可正常通行。23日起，全省所有省际班线全线停运，省内所有旅游包车暂停运营，71个收费站出入口采取临时交通管制和劝返措施。兰州铁路局担当的大部分列车停运，截至29日共计停运103.5对。甘肃省民航机场集团所属机场自10月19日以来航班起降架次同比下降90%，旅客吞吐量同比下降97%。兰州中川国际机场每天只保留1班进京航班，有确诊病例所在地的支线机场取消进京航班。张掖市甘州区则对居民小区实行分区管控，各级各类中小学、幼儿园暂时停课，实行在家网络教学，所有班线车、城际公交车、旅游客车、出租车暂停营运；23日14时对全市辖区国省道、县乡道路、城区道路进行交通管制，除公务用车、防疫应急、执勤执法车辆外，所有车辆禁止上路行驶。张掖市区内非生活必需品经营场所立即暂停营业。大中型餐饮服务单位一律不提供堂食服务。26日起，兰州市各类居民小区实行封闭式管理，实施出入证管理制度。10月31日，天水市卫生健康委员会党组书记、主任陈克孝，天水市疾病预防控制中心主任吴毅中因疫情防控不力被免職。
而在此次疫情发生后，一些在甘的外省旅游团队亦出现滞留，截至25日共有28个旅游团队，425名游客滞留在甘肃，根据安排进行核酸检测、临时留观。已安排返程的共有98人。根据甘肃省疫情防控规定，非中高风险区滞留游客和非密接、次密接滞留游客，在完成不少于2次核酸检测、检测时间间隔不少于24小时，结果均为阴性后，可凭24小时内核酸检测阴性报告返程。张掖市文化广电和旅游局发出公告，为近期所有滞留张掖境内的游客提供免费核酸检测服务，并且在2022年11月1日前每人可携2位家人免门票游览张掖境内所有4A级以上景区。
随着本轮疫情受控，11月9日，甘肃省调整防疫政策，通过火车站出行的，非中高风险区所在地市人员体温、健康码、行程卡正常即可正常通行；中高风险区所在地市的人员出行，要求体温、健康码、行程卡正常，并提供48小时核酸检测阴性报告。兰州市因中高风险地区清零，自11月13日起出行人员不再需要核酸阴性证明。11月15日，甘肃省最后3个中风险地区调整为低风险区，全省中风险地区实现清零。16日起，在甘肃省内各地出行不再需要提供核酸检测阴性报告。11月18日起，兰州铁路局逐步恢复已停运列车的开行。中川机场自11月12日起逐步恢复以东方航空、春秋航空为主的多架次航班，恢复后执行航班可达48架次，较疫情期间航班最少量12架次，已同比增长300%。截至11月13日，甘肃省已有逾四成公路客运班线恢复运营。兰州市各级各类学校自11月16日起分区分类错峰恢复线下教学。敦煌市鸣沙山月牙泉景区、玉门关景区、雅丹景区、敦煌博物馆从11月24日起恢复开放。

### 宁夏回族自治区

#### 病例情况
10月17日13:30，银川市接宁夏回族自治区疾控中心通知，要求组织对陕西核酸检测阳性人员的密切接触者艾某某进行追踪排查。银川市立即组织对艾某某及其密切接触者采取隔离管控、核酸检测措施，22:06艾某某核酸检测阳性，立即由集中隔离点转入宁夏第四人民医院隔离诊疗，10月18日，艾某某確診感染2019冠状病毒病。艾某某为陕西聚集性疫情“上海旅行团”传播链中的一员。10月22日，宁夏回族自治区应对新冠肺炎疫情新闻发布会上通报，银川和吴忠两起疫情均为输入疫情，感染源头均在区外，与内蒙古额济纳旗有关联，存在两条明确的传播链。11月14日银川市卫健委党组书记、市应对新冠疫情工作指挥部疫情处置组副组长马晓飞通报，本轮银川疫情整体态势呈现输入后散发与小范围家庭聚集并存特征，且家庭聚集性明显，涉及病例占比达到50%，是造成后期病例快速增加、形成峰值的主要原因之一。
截至11月22日，宁夏此轮疫情累计报告确诊病例45例。

#### 反应
10月19日，银川发布通告，全市各级党政机关、国有企事业单位人员带头，非必要不离银；暂停举办各类培训会议、展览展销、文艺演出、体育竞赛等群体性活动，已经筹备召开的一律延期或取消；金凤区、兴庆区辖区电影院、剧场（含密室逃脱、剧本杀等）、游戏厅、KTV、酒吧、网吧、棋牌室等密闭空间公共场所临时关闭。
10月21日，宁夏回族自治区应对新冠肺炎疫情工作指挥部发布公告称，10月22日起，宁夏发生疫情的县(市、区)辖区内中小学、幼儿园将暂时停课，大中专院校实行封闭管理；宁夏沙湖、水洞沟、贺兰山岩画等20余处景区已暂停开放；全区旅游景区和棋牌室、影剧院、网吧、歌厅、酒吧、台球厅、博物馆、图书馆、健身场所、培训机构等有关室内公共场所暂时关闭；商超、餐厅、农贸市场、酒店、医院等人群密集场所实行限流、限时、错峰等疫情防控措施；监所、社会福利养老机构暂时封闭管理；所有宗教活动场所暂停对外开放，暂停集体宗教活动。此外，从宁夏回族自治区行政区域外人员入宁，须持48小时内有效新冠病毒核酸检测阴性结果；有国内疫情中高风险地区旅居史人员入宁，须按规定完成7天居家健康监测。翌日，银川市发布公告，将利用2天时间完成兴庆区、金凤区、西夏区全员核酸检测，检测人数达190余万，截至24日21时，银川市完成核酸检测2057631人次，已检出1422720人份，结果均为阴性。
10月23日起，银川市金凤区森林半岛小区、银川市兴庆区太阳都市花园小区、银川市西夏区物华兴洲苑小区调整为中风险等级地区。
10月25日9时开始，吴忠市利通区启动实施大规模核酸检测工作，检测人数共计约34万人。
此次疫情中有大量游客滞留宁夏。疫情发生后，600多名从疫情风险地区转道来银川联游的外省游客被安置在灵武市7家酒店，同日来自全国六个省份乘坐旅游专列721名游客到宁夏石嘴山市多家酒店妥善安置，同日一辆经由额济纳旗乘坐610多名游客的旅游专列抵达中卫市，被有序集中安置到5家酒店并进行了核酸检测。安置期间，服务保障工作人员提供免费水果、枸杞、牛奶等食物，并为过生日游客送上生日蛋糕。工作人员亦逐个登记游客年龄、慢性病病史以及用药情况等相关信息，为老人和孩子按需提供一对一服务，安排临床和心理医生，为有需要的游客提供医疗服务和心理疏导。10月25日，滞留游客分别从中卫市、石嘴山市、灵武市开始返程。
在本轮疫情受控后，11月18日，银川市两小区被调整为低风险区，至此宁夏全域恢复为低风险地区，因疫情暂停线下教学的中小学生将从19日起有序复课，全区旅游景区、室内公共场所、宗教活动场所11月25日起恢复开放。

### 北京市

#### 病例情况
10月19日0时至13时，北京新增1例京外关联输入本地新冠肺炎确诊病例，新增病例户籍甘肃省武威市，现住丰台区恒富中街，长期在甘肃省武威市居住。21日0时至14时新增1例京外关联本地新冠肺炎确诊病例。确诊病例为10月19日确诊病例之妻。22日2时，北京昌平区疾控中心报告4例内蒙古旅游返京人员新冠病毒核酸检测阳性，之后通报均确诊。23日0时至11时，北京新增3例京外关联本地新冠肺炎确诊病例。截至11月13日，此次疫情北京通报本土病例累计47例。
此次疫情中，截至10月30日，北京市已报告感染者共存在3个独立传播分支，分别为丰台传播分支、昌平传播分支以及涉及丰台、海淀、昌平关联聚集性疫情传播分支。丰台传播分支中，自首个病例10月16日进京以来，已导致2例续发，累计报告3例感染者，自10月19日管控以来，已达10天，目前已连续5天无新增感染者报告；昌平传播分支中，5人自10月16日进京以来，已导致14例续发累计报告19例感染者，自10月22日全面管控以来，已达7天，疫情形势趋于平稳；涉及丰台、海淀、昌平关联聚集性疫情传播分支当中，4人自10月21日进京以来，已导致4例续发，累计报告8例感染者。其中涉及到自驾游旅行团2个。其中一个5人旅行团返京后未及时报告，旅游期间已有人员出现症状，返京后多次自行前往药店购买退烧药、感冒药等，且先后两次组织8人在家打麻将，在京涉及场所多样，人员聚集度高；而另一个4人旅行团返京后及时向社区报告，均在家隔离，未和家人同住，封控和管控区域主要为居住地点，两个旅行团防控难度差别很大。而后在11月10日，北京新增2例本土确诊病例，均为吉林省通报确诊病例的在京密切接触者，另外海淀区西三旗富力桃园C区涉及一例确诊病例的密切接触者及其同住家人5人核酸检测均为阳性，其中4人已确诊，1人为无症状感染者。中石油相关负责人在新闻发布会上称，“吉林病例”10月20日到京后，参加了三次会议，共计111人与其共同参会。截至当日，包括“吉林病例”在内，共有4名中石油员工核酸检测阳性，其中1名员工共同居住家属有4人感染，11月12日经吉林省确认病毒同北京市11月11日报送的5例病例及内蒙古额济纳旗关联疫情代表株共享44个突变位点，病毒基因组高度同源，属同一传播链。

#### 反应
本土疫情发生后，首先报告的感染者住所丰台区进入疫情防控紧急状态，全区各单位停止休假，工作人员全部返岗；而后海淀区发布通知，要求区属校外教育机构于22日-24日暂停所有课程及线下活动。22日，昌平区北七家镇宏福苑社区定为中风险地区，23日调为高风险地区。此外，昌平区两家药店存在药品购销记录信息不完整，药店疫情防控主体责任落实不到位的情况，北京福瑞康郑连平诊所存在医师违规开具预防11类症状相关药品的处方的行为，确诊病例均曾到过上述场所。昌平区市场监督管理局拟依据《中华人民共和国药品管理法》给予药房吊销《药品经营许可证》的行政处罚，昌平区卫生健康委拟依据《处方管理办法》的相关规定，对医师进行行政处罚，对北京福瑞康郑连平诊所责令关停。翌日两名确诊病例陈某林、刘某敏因未向所在社区主动报告，未前往正规医院进行核酸检测和接受正规医学治疗，公安机关已对陈某林、刘某敏刑事立案侦查；药房负责人杨某、王某娴未依照规定进行药品销售信息实名登记被刑事立案侦查。11月6日，因防疫不力，昌平区纪委监委对昌平区北七家镇党委及相关人员做出不同程度的处理。在疫情得到控制后，11月16日，昌平区北七家镇宏福苑社区由中风险地区调为低风险地区，小区正式解封。
为了迎接即将到来的北京冬奥会，降低疫情感染风险，北京市两度调整进京人员管控措施。10月24日，北京宣布，有1例及以上本土感染者的县及14日内有该县旅居史的人员，严格限制进京、返京；有1例及以上本土感染者所在地级市的其他县人员，非必要不进京，不返京。确需进京的需持北京健康宝绿码和48小时内核酸检测阴性证明，抵京后进行14天健康监测。其他口岸入境进京人员需在入境口岸所在地隔离观察满21天。11月13日，北京市新型冠状病毒肺炎疫情防控工作新闻发布会上通报，自11月17日零时起，进返京人员须持48小时核酸阴性证明和“北京健康宝”绿码。环京地区通勤人员，在该措施执行后首次进返京须持48小时内核酸检测阴性证明，此后每次进返京持14日内核酸检测阴性证明。

### 河北省
10月20日，邢台市信都区报告2例外省输入新冠病毒阳性无症状感染者，24日转确诊。21日保定市莲池区新增2例外省关联输入无症状感染者，有内蒙古额济纳旗、甘肃张掖嘉峪关、月牙泉风景区旅行史。10月23日，石家庄市通报，裕华区居民李某核酸检测阳性，后被确诊。26日，河北省石家庄市桥西区新增无症状感染者1例，之后传染链扩大至深泽县、辛集市。11月3日，河北省通报，引发石家庄市疫情的病毒系由郭某（11月1日公布的确诊病例1）引入，曾在9月26日至10月12日期间于内蒙古额济纳旗天鹅湖项目部吃住、工作。
此轮疫情发生后，出现确诊病例和密接、次密接人员的多个社区实行封闭管理，进行核酸检测。截至10月24日19:00点，石家庄市确诊病例李某居住小区、工作单位及密接、次密接者的居住小区和工作单位人员，共采样519108人，核酸检测结果全部为阴性。石家庄多个县（区）防疫办发布通知，停止大规模聚集活动，各餐饮机构不再接待大型宴会，已经预约的尽快取消，红事缓办，白事简办。11月1日起，石家庄市深泽县大桥头镇河庄村调整为中风险地区，翌日起石家庄市进入应急状态，石家庄市下辖深泽县、晋州市各出入口均已采取全域临时管控措施。5日6时起，辛集市全域范围内限制除特殊车辆以外的所有机动车（包括老年代步车）上路行驶，各级各类学校幼儿园全部暂停线下教学，实行线上教学，所有学校全部封闭管理。7日，辛集市邮政快递企业暂时停止邮件收寄和投递工作，原计划11月7日举办的石家庄马拉松赛，以及11月举办的石家庄市第三届冰雪运动会、铁人三项等赛事暂停举办。而出現疫情的深泽县副县长贾光被停职，县卫健局局长贾卫东、大桥头镇党委书记高海霞等人被免职。本轮疫情受控后，11月21日，辛集市进行第八轮全员核酸检测后开始有序恢复正常生产生活秩序，恢复除封控区、管控区以外区域的正常人员流动和生产经营活动，但餐饮机构暂不恢复堂食，容易造成人员聚集的商业机构暂不恢复营业，各类学校暂缓开学；22日起，河北省最后一个中风险地区辛集市小辛庄乡小章北宋片区调整为低风险地区。至此，河北全省均为低风险地区。

### 山东省
10月26日凌晨，山东日照五莲一家4口核酸呈阳性，其中3例确诊、1例无症状。经市疾控中心复检后，第一时间用负压救护车转运至市定点医院治疗。11月2日下午，日照市人民政府新闻办举行疫情防控第八场新闻发布会，日照市副市长林彦芹介绍，首例确诊病例有宁夏银川旅居史，其他确诊病例和无症状感染者都是其关联病例。截至11月3日24时，五莲县累计报告本土新冠肺炎确诊病例14例、无症状感染者6例。
疫情发生后，10月27日零时起，五莲县洪凝街道学府壹号小区定为中风险地区；10月30日起，当地交警封闭五莲县辖区内与周边区县有连接的全部国省道、县乡道、村村通等道路。当地交通管制自11月13日18时起随当地中风险地区清零后结束。

### 湖北省
10月20日，湖北省新增外省输入确诊病例2例，新增病例均为广州籍，9月25日从广州出发，自驾前往内蒙古、甘肃旅游，途经湖北、陕西等省，10月9日—10月14日有在内蒙古阿拉善盟额济纳旗、甘肃酒泉等地旅居史，确诊患者已由天门市第一人民医院用负压救护车转运至武汉金银潭医院进行治疗。

### 湖南省
10月18日，长沙县发现1例外省输入确诊病例，为甘肃省嘉峪关人，来长参加由江苏某企业举办的智能洗涤观摩活动。20日，长沙市雨花区新增报告1例外省旅游返长沙核酸阳性检测者，系集中隔离管理人员中发现，曾去宁夏甘肃旅游。而后10月22日株洲市攸县、10月23日长沙市长沙县在集中隔离人员中陆续发现4例感染者。攸县发布消息称全体在攸人员近期暂不离开攸县县域，除从事疫情防控、应急管理、企业生产、工程项目建设、医疗保障及有关紧急公务的人员外，其他居民一律居家休息2天。全县所有人员聚集性场所暂停开放。因病例发现早、隔离早、处置快，处置效果显著，本次疫情成功控制在小范围内，未发生社区传播和三代病例。

### 贵州省
10月18日，遵义医科大学附属医院在对重点地区来返黔人员开展核酸检测中，发现一例甘肃等地旅居史人员核酸检测结果阳性。10月19日，经专家组诊断为外省关联确诊病例。之后遵义市发布通告，要求全市居民非必要不要离遵，来遵人员非必要近期不要来遵。密闭式公共娱乐休闲场所暂停营业，汇川区仁和苑小区、东方湘江湾小区风险等级调整为中风险地区。截至11月22日，本轮疫情遵义市共有确诊病例12例，无症状感染者1例。10月29日，遵义市相关负责人介绍，遵义市此次疫情从传播链来看总体比较清晰，感染来源指向和代际关系明确。根据现有流调和病毒测序结果，病例的病毒全基因组序列与国内此前的疫情的同源性低，提示本次疫情是由一起新的境外输入源头引起。

### 青海省
10月20日21时51分，海东市平安区疾病预防控制中心报告实验室检测张某某咽拭子标本结果为阳性。21日凌晨2时41分，经青海省疾控中心和海东市疾控中心复核确认，张某某核酸检测结果为阳性。目前已转运至定点医疗机构隔离治疗。张某某曾于10月15日乘坐D2746次列车到达兰州西站，10月17日乘坐K1309次列车到达平安驿站。28日0时20分，西宁市新增3名新冠肺炎病毒核酸检测阳性人员，后均被确诊。本轮疫情发生以来，青海累计发现12例本土确诊病例，集中收治在青海省第四人民医院。11月2日，西宁市城西区卫生健康局党组书记、局长徐荣军，城西区疾控中心主任祁云清在疫情防控中履职不力被免职。

### 四川省
11月2日，成都金牛区新增1例本土确诊病例。确诊病例李某，为广西籍，系外地返蓉的企业产品技术支持人员，曾先后到西安、银川、兰州出差，10月23日出现头晕、畏寒症状。10月27日到重庆市人民医院发热门诊就诊，次日取得核酸检测阴性报告。28日与同事自驾返蓉，后回到公司工作，抵蓉后未向社区报备；29日上午到金牛区德宝诊所、省人民医院金牛医院发热门诊就诊，就诊时否认国内中高风险地区旅居史。李某因隐瞒其14天内在疫情中高风险地区旅居史，未第一时间向社区报备，涉嫌妨害传染病防治罪已被成都市金牛区警方依法立案侦查。截至11月12日，本次疫情成都市累计报告25例本土确诊病例，全市划定高风险地区1个，中风险地区12个。
11月5日，成都市疾控中心应急办主任范双凤介绍，已发现的10例病例是同一条传播链条，病例1是在西北地区出差的一名返蓉人员；病例2、3、4都是病例1的同事或者朋友，在用餐期间感染了同一空间的病例5、病例6和病例10，病例6后续又感染了共同居住的家人。
11月23日起，在成都市成华区理工东苑（西区）由高风险地区调整为低风险地区，兴元华盛小区二期由中风险地区调整为低风险地区后，成都全域中高风险区清零。

### 重庆市
11月2日，重庆市九龙坡区报告1例确诊病例。截至11月12日，本轮疫情重庆市累计报告6例确诊病例及5例无症状感染者。3日，重庆市疾病预防控制中心主任医师龙江通报，重庆市本次疫情的感染来源是市外有兰州市旅居史的来渝人员，目前发现的病例均是其关联病例，传播链条清晰，未在其他人员核酸筛查中发现阳性结果。
重庆发现本土病例后，重庆官方宣佈所有上网服务营业场所、娱乐场所、剧院等演出场所以及所有室内景区景点立即暂停营业和开放，三地划为中风险区。11月17日，重庆市中风险地区清零，部分景区已陆续恢复开放。

### 江苏省
11月2日，常州市接到外省市确诊病例密接人员协查通报及发热门诊监测，发现4名人员新冠病毒核酸检测阳性，均有与重庆确诊病例的密切接触史。最終4人中3人確診，1人為無症狀感染者。此次疫情发生后，常州市将3个地区列为中风险地区，对当地人员流动采取管制措施，离开当地的人员需持有48小时内核酸检测阴性证明。全市部分公共场所暂停运营，当地学校停课。5日召开的发布会通报，已完成病毒全基因组测序分析，确认为德尔塔变异株，与西北疫情病毒基因组高度同源。在连续一周无新增病例后，10日常州市发出通告，各类学校错峰复学。随着常州市连续2周无本土确诊，常州市3地调整为低风险地区，因疫情受到影响关闭的文化旅游设施自11月17日起恢复开放。

### 浙江省
11月3日，嘉兴市新增1例本土无症状感染者。该感染者10月30日从石家庄正定国际机场乘坐航班到达上海虹桥机场，之后抵达桐乡乌镇。当晚起，乌镇东栅景区、西栅景区和乌村停止游客进入。11月4日起，乌镇部分长途班线、公交线路临时停运。11月17日，乌镇东栅景区恢复正常开放。

### 吉林省
11月10日，吉林市新增1例本土确诊病例。该病例于10月20日由秦皇岛市赴北京市，11月7日乘坐G3649次高铁返回吉林市，11月10日确诊，该病例曾到北京朝阳区中石油燃料油有限责任公司开会。19日再新增1例本土确诊病例，系11月10日确诊病例的一般接触者，为居家健康监测人员。

## 相关争议

### 两名上海游客“自行离开”争议
2021年10月17日，据有关通告显示，有上海游客2人10月15日在甘肃省嘉峪关市中医医院进行1：10核酸混检，结果异常，当地通知其原地等候，但该2人自行离开。后据人民日报客户端报道，一些网民认定2人检测阳性后“自行离开”“极其不妥”，有的跟帖评论中出现过激言论。该客户端记者采访两名上海游客之一的姜先生和甘肃省卫健委有关工作人员发现“自行离开”的说法不实，甘肃省卫健委工作人员表示，两名上海游客并非检测阳性后擅自出游，且并非来自中高风险地区，也未违反嘉峪关市有关防疫规定。据游客姜先生提供的通信记录截图显示，10月15日18点21分，他收到嘉峪关当地手机号码打来的电话，称“混检样本有问题”；18点49分，又有一嘉峪关手机号电话，告知混检样本存疑，让两人尽快去西安当地医院复检。姜先生说，对于如何感染上的病毒，他们表示不清楚。

### 额济纳旗滞留游客盒饭丢弃事件
2021年10月额济纳旗本土疫情期间，当地滞留游客扔掉隔离盒饭的视频在网络上热传。视频显示，当时一批住在酒店的游客被临时转移，导游和送餐者都没有第一时间收到消息，导致当天的餐食送到后两天未取，最后不得不丢弃。在前期的网传视频中，可见垃圾桶中有不少没有吃的盒饭，还有画外音称本来给游客提供餐食就不容易，游客不珍惜还浪费粮食。不少网民对滞留游客进行谩骂谴责，称“就不应该给他们免费供应盒饭”。而一名旅行团的导游表示，10月23日经过电话核实，在22日上午11时许，住在该酒店的游客因有疑似病例，均被临时转运到了另一处隔离宾馆。该导游表示，后来他们到酒店的铁栅栏外，将22份盒饭取了回来，但因闲置两天无法食用，之后将盒饭丢弃。而部分游客在网络平台晒出仅剩下几个辣椒壳的空饭盒，并对额济纳旗当地防疫工作人员表示感谢。